# Filip Polášek
Filip Polášek (n. 21 de julio de 1985) es un jugador de tenis eslovaco. Es especialista en dobles, modalidad en la que conquistó 16 títulos de ATP y alcanzó el puesto N.º 7 del ranking mundial de la especialidad. Su mejor posición en sencillos fue N.º 555. En 2008 hizo su debut en el Equipo eslovaco de Copa Davis en una serie ante Georgia.

## Torneos de Grand Slam

### Dobles

#### Títulos (1)
| Año  | Torneo               | Pareja     | Oponentes en la final    | Resultado |
| 2021 | Abierto de Australia | Ivan Dodig | Rajeev Ram Joe Salisbury | 6-3, 6-4  |

## Títulos ATP (17; 0+17)

### Dobles (17)
| Leyenda                 |
| Grand Slam (1)          |
| Tennis Masters Cup (0)  |
| ATP Masters 1000 (2)    |
| ATP World Tour 500 (1)  |
| ATP World Tour 250 (13) |

| N.º | Fecha                 | Torneo               | Superficie    | Pareja            | Oponentes en la final                 | Resultado           |
| --- | --------------------- | -------------------- | ------------- | ----------------- | ------------------------------------- | ------------------- |
| 1.  | 7 de julio de 2008    | Gstaad               | Tierra batida | Jaroslav Levinský | Stéphane Bohli Stanislas Wawrinka     | 3-6, 6-2, [11-9]    |
| 2.  | 26 de octubre de 2008 | San Petersburgo      | Dura (i)      | Travis Parrott    | Rohan Bopanna Max Mirnyi              | 3-6, 7-6(4), [10-8] |
| 3.  | 19 de julio de 2009   | Bastad               | Tierra batida | Jaroslav Levinský | Robert Lindstedt Robin Söderling      | 1-6, 6-3, [10-7]    |
| 4.  | 1 de agosto de 2010   | Umag                 | Tierra batida | Leoš Friedl       | František Čermák Michal Mertiňák      | 6-3, 7-6(7)         |
| 5.  | 1 de mayo de 2011     | Belgrado             | Tierra batida | František Čermák  | Oliver Marach Alexander Peya          | 7-5, 6-2            |
| 6.  | 31 de mayo de 2011    | Gstaad               | Tierra batida | František Čermák  | Christopher Kas Alexander Peya        | 6-3, 7-6(9)         |
| 7.  | 23 de octubre de 2011 | Moscú                | Dura (i)      | František Čermák  | Carlos Berlocq David Marrero          | 6-3, 6-1            |
| 8.  | 7 de enero de 2012    | Doha                 | Dura          | Lukáš Rosol       | Christopher Kas Philipp Kohlschreiber | 6-3, 6-4            |
| 9.  | 6 de mayo de 2012     | Múnich               | Tierra batida | František Čermák  | Xavier Malisse Dick Norman            | 6-4, 7-5            |
| 10. | 10 de febrero de 2013 | Zagreb               | Dura (i)      | Julian Knowle     | Ivan Dodig Mate Pavic                 | 6-3, 6-3            |
| 11. | 14 de abril de 2013   | Casablanca           | Tierra batida | Julian Knowle     | Dustin Brown Christopher Kas          | 6-3, 6-2            |
| 12. | 3 de agosto de 2019   | Kitzbühel            | Tierra batida | Philipp Oswald    | Sander Gillé Joran Vliegen            | 6-4, 6-4            |
| 13. | 18 de agosto de 2019  | Cincinnati           | Dura          | Ivan Dodig        | Juan Sebastián Cabal Robert Farah     | 4-6, 6-4, [10-6]    |
| 14. | 6 de octubre de 2019  | Pekín                | Dura          | Ivan Dodig        | Łukasz Kubot Marcelo Melo             | 6-3, 7-6(4)         |
| 15. | 21 de febrero de 2021 | Abierto de Australia | Dura          | Ivan Dodig        | Rajeev Ram Joe Salisbury              | 6-3, 6-4            |
| 16. | 16 de octubre de 2021 | Indian Wells         | Dura          | John Peers        | Aslán Karatsev Andrey Rublev          | 6-3, 7-6(5)         |
| 17. | 15 de enero de 2022   | Sídney               | Dura          | John Peers        | Simone Bolelli Fabio Fognini          | 7-5, 7-5            |

#### Finalista (14)
- 2008: Valencia (junto con Travis Parrott pierden ante Máximo González y Juan Mónaco).
- 2009: Memphis (junto con Travis Parrott pierden ante Mardy Fish y Mark Knowles).
- 2009: Eastbourne (junto con Travis Parrott pierden ante Mariusz Fyrstenberg y Marcin Matkowski).
- 2009: Hamburgo (junto con Marcelo Melo pierden ante Simon Aspelin y Paul Hanley).
- 2009: Gstaad (junto con Jaroslav Levinsky pierden ante Marco Chiudinelli y Michael Lammer).
- 2010: Halle (junto con Martin Damm pierden ante Sergiy Stakhovsky y Mijaíl Yuzhny).
- 2011: Kuala Lumpur (junto con František Čermák pierden ante Eric Butorac y Jean-Julien Rojer).
- 2011: Tokio (junto con František Čermák pierden ante Andy Murray y Jamie Murray).
- 2012: Viena (junto con Julian Knowle pierden ante Andre Begemann y Martin Emmrich).
- 2019: Antalya (junto con Ivan Dodig pierden ante Jonathan Erlich y Artem Sitak).
- 2019: Gstaad (junto con Philipp Oswald pierden ante Sander Gillé y Joran Vliegen).
- 2020: Adelaida (junto con Ivan Dodig pierden ante Máximo González y Fabrice Martin).
- 2021: Antalya (junto con Ivan Dodig pierden ante Nikola Mektić y Mate Pavić).
- 2021: San Diego (junto con John Peers pierden ante Joe Salisbury y Neal Skupski).